# سيبسيفاك
سيبسيفاك (بالإنجليزية: Sepsivac)هو دواء جديد طورته شركة كاديلا للصناعات الدوائية لعلاج مرضى تعفن الدم سلبي الغرام. كمنظم للمناعة، فإنه ينظم جهاز المناعة في الجسم وبالتالي يقلل بشكل كبير من معدل الوفيات في المرضى الذين يعانون من تعفن الدم سلبي الجرام. سيبسيفاك هو دواء تم تطويره بواسطة مجلس البحث العلمي والصناعي (CSIR) وكاديلا للصناعات الدوائية في إطار برنامج مبادرة القيادة التكنولوجية الهندية الجديدة (NMITLI).

## آلية عمل الدواء
في المرضى الذين يعانون من تعفن الدم، استجابة للعدوى، يتم إنتاج الكثير من السيتوكينات المؤيدة للالتهابات والمضادة للالتهابات في الجسم. ومع ذلك ، فإن بعض السيتوكينات تسبب أيضًا التهابًا في أعضاء الجسم، مما قد يكون ضارًا. تعمل الأدوية المعدلة للمناعة مثل سيبسيفاك على تنظيم الاستجابة المناعية للمضيف. وجد أنها الدواء آمن في المرضى الذين لا يعانون من آثار جانبية منتظمة. يمكن استخدامه مع العلاجات الأخرى لإدارة المريض في بيئة الرعاية الحرجة.

## سيبسيفاك و كوفيد-19
Sepsivac و COVID-19
وجد العلماء في مجلس البحث العلمي والصناعي (CSIR) أوجه تشابه بين الخصائص السريرية للمرضى الذين يعانون من تعفن الدم سالب الجرام و COVID-19.
  بالاشتراك مع كاديلا للصناعات الدوائية، يعمل الباحثون الآن على بدء تجربة إكلينيكية عشوائية معماة وخاضعة للرقابة لتقييم فعالية سيبسيفاك لتقليل معدل الوفيات لدى مرضى كوفيد19 المصابين بأمراض خطيرة.
سيعزز الدواء المعاد استخدامه مناعة الجسم ويحد من انتشاركوفيد19 ويزيد من معدل الشفاء. سيتم إجراء التجارب السريرية في المستشفيات الوطنية الرائدة مثل PGIMER Chandigarh و AIIMS New Delhi و AIIMS ، Bhopal.